# Comité Olímpico Nacional de Sri Lanka
El Comité Olímpico Nacional de Sri Lanka (código COI: SRI) es el Comité Olímpico Nacional que representa a Sri Lanka. También es el organismo responsable de la representación de Sri Lanka en los Juegos de la Mancomunidad.